# Tervuren
Tervuren (régi és egyben francia írásmód: Tervueren) a flamand nyelvterületnek számító Flandria területén, Flamand-Brabant tartományban található belga város. A város közigazgatási területéhez tartozik Tervuren maga, illetve a szomszédes Duisburg, Vossem és Moorsel települések. A település lakossága kb. 20 000 fő, teljes területe 32,92 km², az átlagos népsűrűség 627 fő/km².
Tervuren a brüsszeli körgyűrűn kívül található, az Avenue de Tervueren sugárút köti össze a belvárossal. Mivel Flamand-Brabant tartomány része, a hivatalos nyelv a flamand, de a városban jelentős francia nyelvű kisebbség él, illetve az EU, a NATO és számos multinacionális vállalat közelsége miatt az EU, az USA és Kanada számos állampolgára él a városban. 1970 óta a város területén található British School of Brussels angol nyelvű általános és középiskola.
Tervuren az egyik leggazdagabb belga település és a 19. század vége óta a brüsszeli családok egyik kedvelt hétvégi célpontja. 1897-ben II. Lipót belga király kezdeményezésére és anyagi támogatásával épült meg az Avenue de Tervueren sugárút, a Királyi Közép-Afrika Múzeum és a körülötte elterülő hatalmas park. A sugárút mellett külvárosi villamosvonal fut, amelyen hétvégén a villamosmúzeum kocsijai közlekednek. 1959-ig Tervurennek volt vasútállomása is, az állomás épülete ma a Királyi Közép-Afrika Múzeummal szemben található egy söröző, amely a Spoorloos Station (Sínnélküli Állomás) nevet viseli.

## Történelme
A város nevét (francia változata: Tervueren) a közelben haladó Tervuren folyóról kapta. Évszázadokig tartotta magát az a hiedelem, hogy Tervuren azonos a "Fura" nevű hellyel, ahol Szent Hubertus halt meg Kr.u. 727-ben, azonban ennek semmilyen történelmi bizonyítékát nem találták.
A város történetéből az első írásos dokumentum 1213-ból származik, amikor I. Henrik brabanti herceg a város területén, feltehetően fából, erődítményt építtetett. Az erődítmény lett később a tervureni kastély, a brabanti hercegek rezidenciája a 14. és a 15. század során. Ezt a kastély 1782-ben II. József utasítására rombolták le.
1897-ben a király afrikai kiállítása miatt II. Lipót belga király elrendelte egy széles, felvonulásokra is alkalmas sugárút építését a brüsszeli belváros és Tervuren között, ez lett később az Avenue de Tervueren. Ekkor épült a Közép-Afrika Múzeum épülete és alakították ki körülötte az angolkertet.

## Kultúra

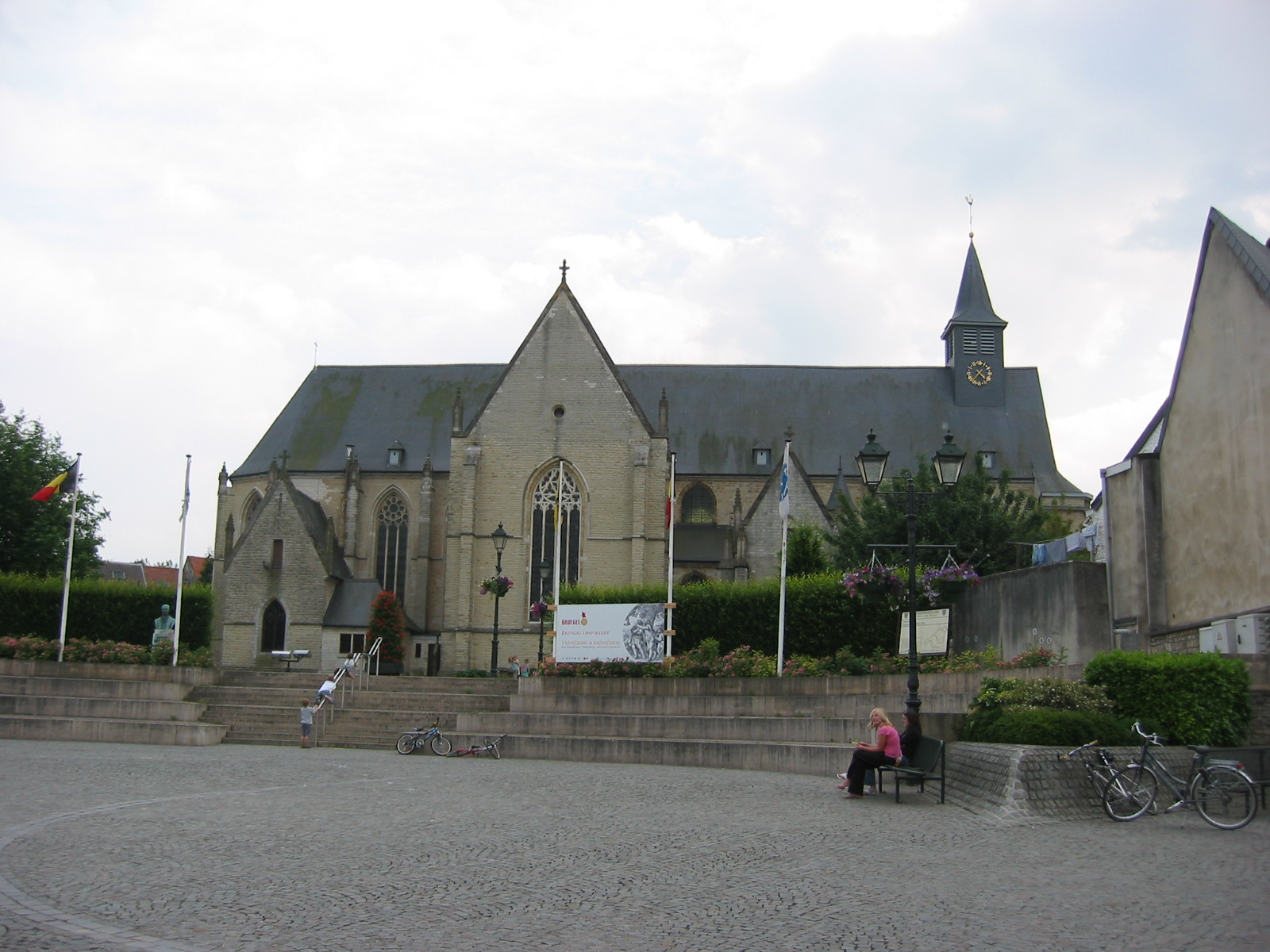
Tervuren főtere, háttérben a Sint-Jan-Evangelistkerk

A Királyi Közép-Afrika Múzeum (Koninklijk Museum voor Midden-Afrika, KMMA) néprajzi és természettudományi múzeum, amely elsősorban Közép-Afrikára, ezen belül is Belgium volt gyarmatával, Kongóval állat- és növényvilágával, kultúrájával foglalkozik. A biológiai kutatásokat azonban a Kongó-medence, Közép-, Kelet- és Nyugat-afrikai élővilágára is kiterjesztették.
A múzeum először teljes mértékben a Kongó-vidék, akkoriban a Lipót magántulajdonába tartozó Kongói Szabadállam bemutatására épült, de az 1960-as években, miután Kongó elnyerte függetlenségét, inkább néprajzi és antropológiai kutatásokra összpontosított. A múzeum, amelynek parkja minden nap nyitva áll a látogatók előtt, szorosan együttműködik a Belga Királyi Természettudományi Intézettel. A múzeum parkjában található Flandria legnagyobb mamutfenyője.
A városi könyvtár (Gemeentelijke Openbare Bibliotheek Tervuren, GOBT) a Vandersandestraat 15 alatt található, gyűjteményében 43 300 dokumentum és 886 DVD található.

### Látnivalók

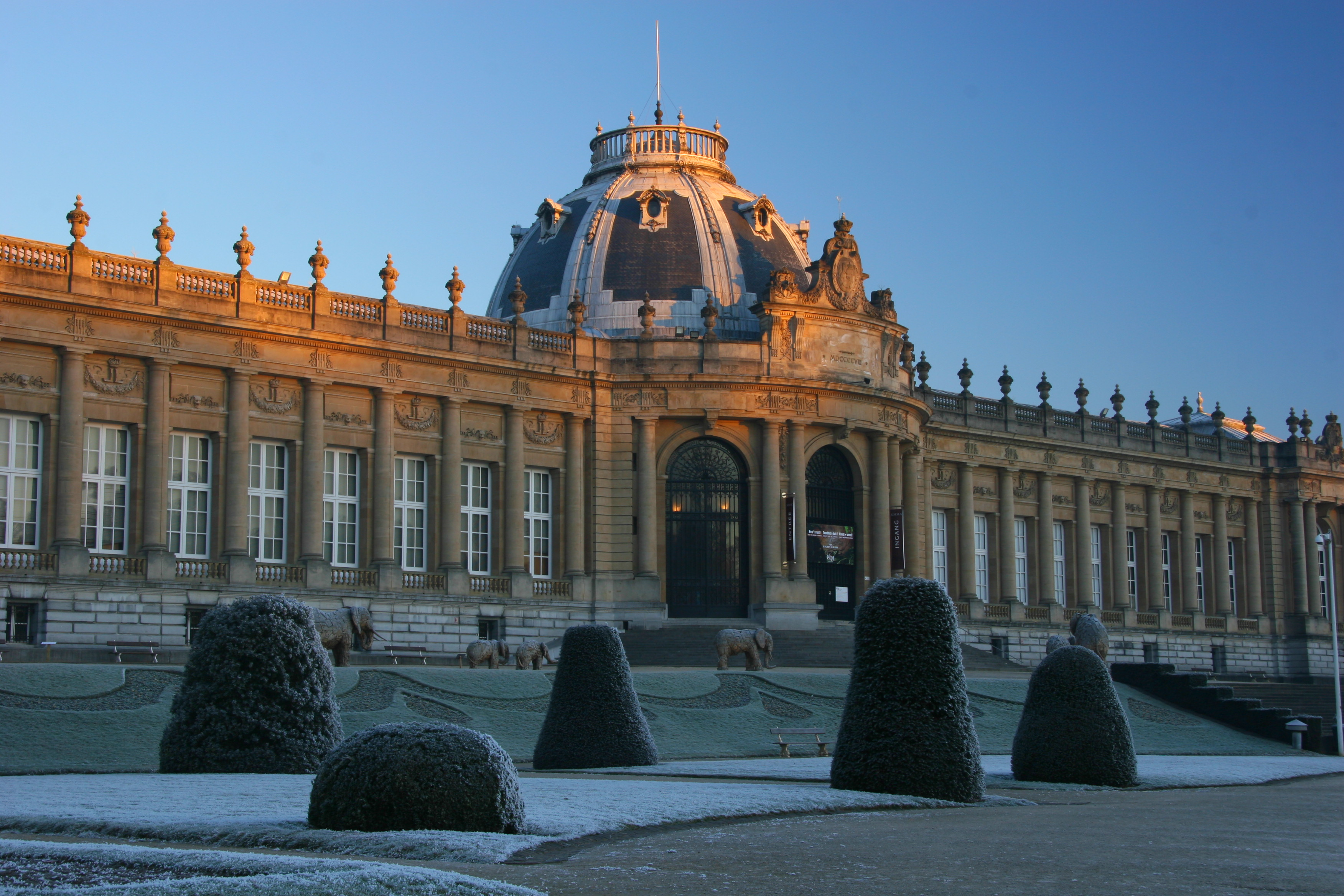
A Közép-afrika Múzeum bejárata a park felől

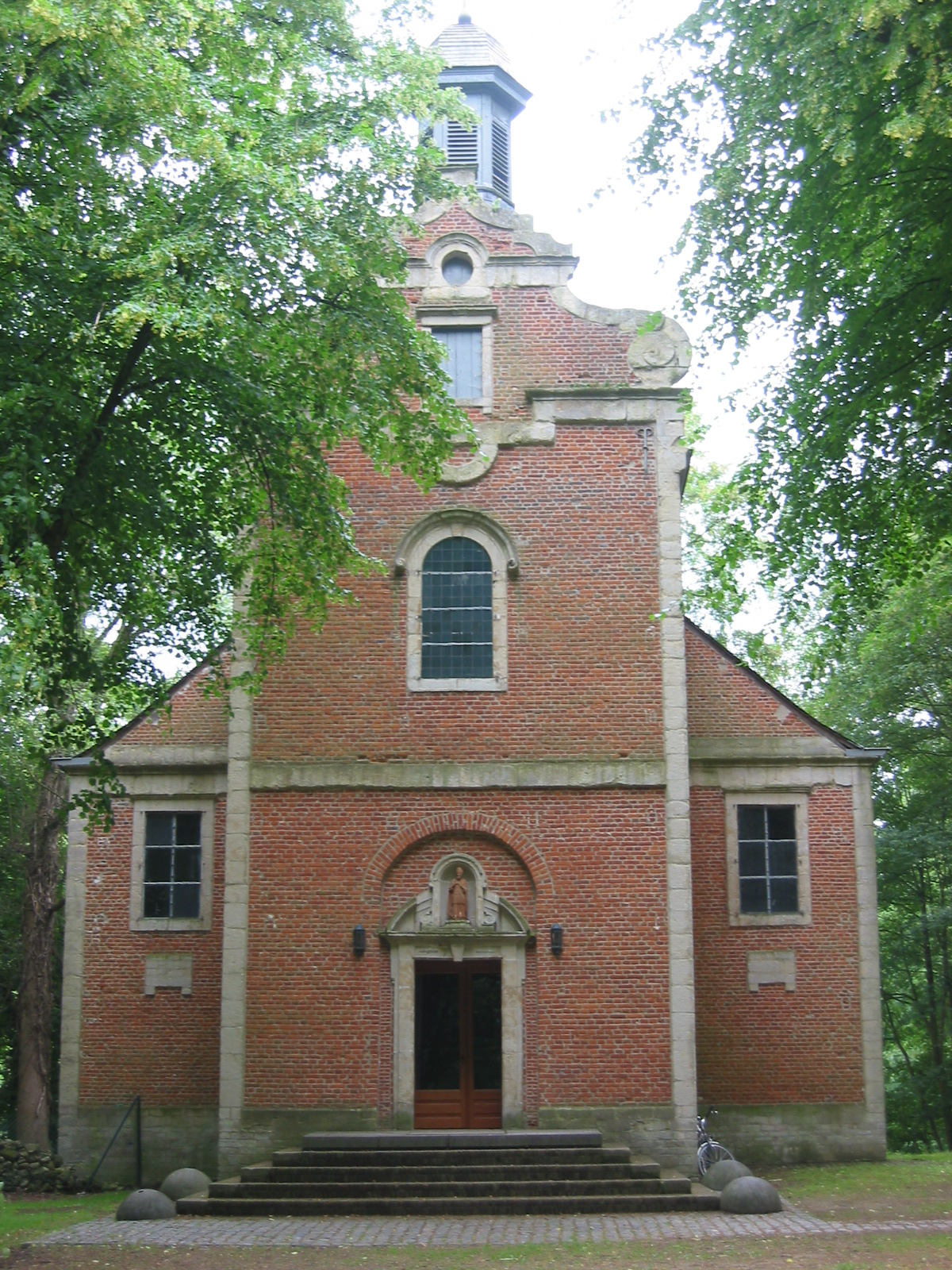
A Sint-Hubertuskapel

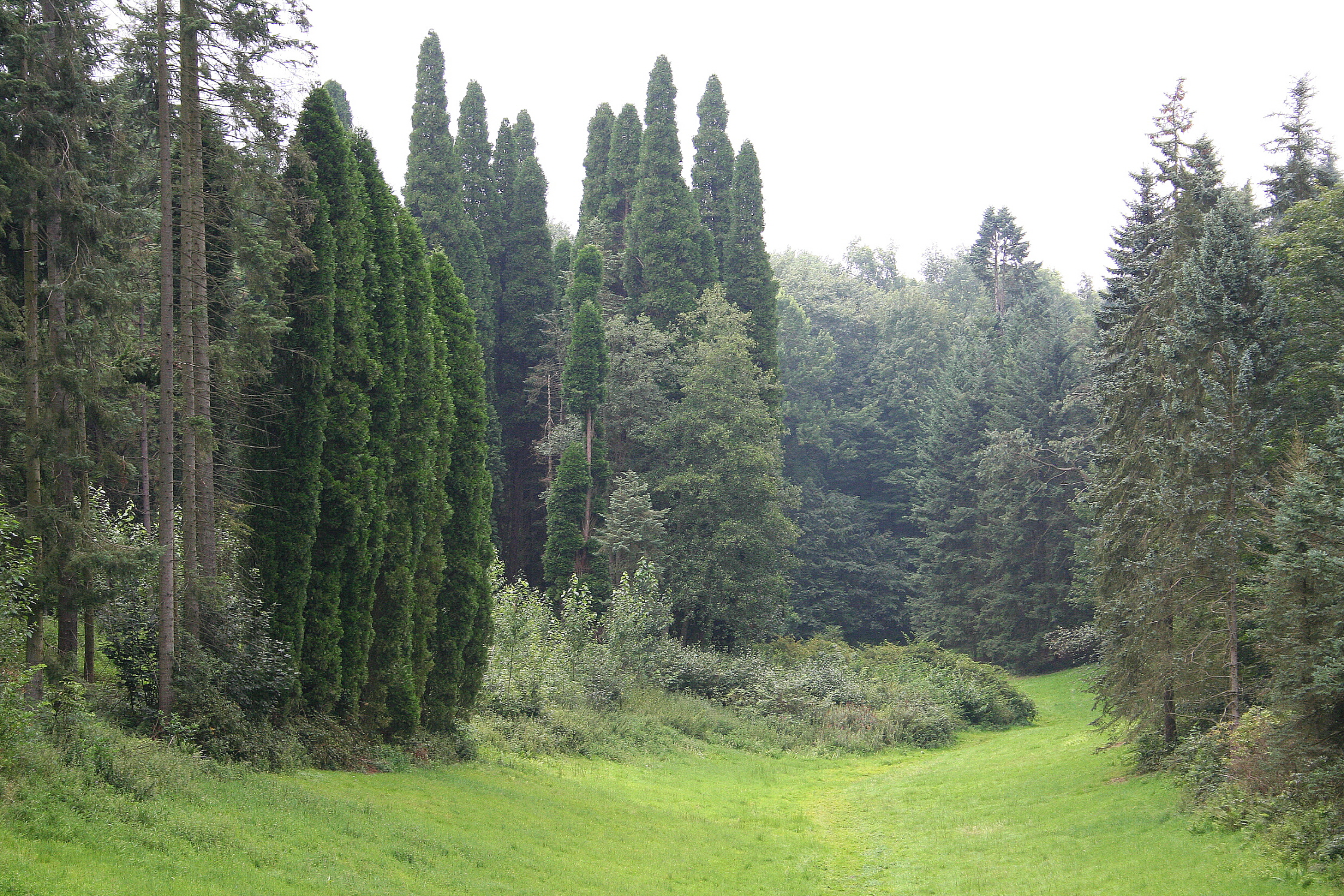
Az arborétum látképe

- Sint-Jan-Evangelistkerk: A Keresztelő Szent Jánosról elnevezett templomot a 13. században építették. A templom jellegzetessége, hogy hiányzik a tornya, amit 1777-ben stabilitásának hiánya miatt leromboltak. A templomban három brabanti herceget temettek el.
- Sint-Hubertuskapel: A legenda szerint ezen a helyen halt meg Szent Hubertus. A jelenlegi kápolnák a hercegi kastély mellékkápolnájaként építették, Albert és Izabella németalföldi kormányzók utasítására.
- Koloniënpaleis: A Gyarmati Palota volt a Közép-Afrika Múzeum első épülete.
- La Nouvelle Maison: a házat 1927-ben Henry Van de Velde flamand festő és építész saját családja számára építette Art Noveau stílusban.
- Hof van Melijn: a városi múzeum épülete kapott helyet ebben a házban. A múzeum gyűjteményében a 'tervureni iskola' képviselőinek számos festménye, Tervuren történelmét idéző dokumentumot és a városi archívum található. Az épület 1962 óta műemléki védettséget élvez.
- Geografisch Arboretum: a kb. 100 hektár kiterjedésű arborétumot 1902-ben szintén II. Lipót utasítására hozták létre. A Zoniënwoud erdőség része, de az arborétumban található növényeket eredetük szerint csoportosították.[3]

## Iskolák
A város önkormányzata működteti a Gemeentelijke Basisschool Tervuren-t, amely óvoda és általános iskola egyben. A Heilig Hartcollege (HHC) Tervuren katolikus általános és középiskola. A Koninklijke Atheneum Tervuren (KAT) szintén általános és középiskola. A GITO-Tervuren műszaki középiskola. A British School of Brussels angol nyelvű és angol tanmenetet követő iskola 1970-ben telepedett meg Tervurenben.

## Testvérvárosok
- Kloster Lehnin
- Dachau
- Renkum

## Külső hivatkozások
- Királyi Közép-Afrika Múzeum
- Tervureni arborétum Archiválva 2008. október 26-i dátummal a Wayback Machine-ben - holland, francia, angol
- Tervurennek dedikált wikipédia - angolul
- A város hivatalos weboldala - hollandul